# Selección latina de rugby league
La selección latina de rugby league, también conocida como Latin Heat Rugby League, es un combinado formado por jugadores con ascendencia latinoamericana en Australia.
Tiene como finalidad promover el Rugby League en América Latina, tanto en América Central como en América del Sur.
Representa a Argentina, Belice, Bolivia, Brasil, Chile, Colombia, Costa Rica, Cuba, Ecuador, El Salvador, Guatemala, Guyana, Haití, Honduras, México, Nicaragua, Panamá, Paraguay, Perú, Puerto Rico, República Dominicana, Surinam, Uruguay y Venezuela.

## Historia
Se formó en junio de 2013, por iniciativa de residentes australianos, nación en la cual el rugby league es muy popular, con la finalidad de desarrollar el deporte en el continente.
En septiembre de 2013, participó en su primera competencia, en formato de nueve jugadores, el torneo de Wests Mitchelton en Brisbane.
El primer test oficial en formato de trece jugadores fue el 18 de febrero de 2014, frente a Filipinas, perdiendo por 114 a 0.
En junio de 2014, empató por primera vez, frente al combinado de Tailandia, frente al mismo rival en enero de 2016 triunfó por primera vez por un marcador de 54 a 16.
En octubre de 2018, participó en el Mundial de naciones emergentes, en la categoría de combinados regionales, perdiendo los cuatro encuentros disputados, quedando en último lugar, luego de perder la definición del tercer puesto frente al combinado asiático ASEAN, por un ajustado marcador de 14 a 18.

## Plantel
- Lista de 32 jugadores convocados para el Campeonato Mundial de Naciones Emergentes 2018.
| - Matt Gardner - Álvaro Alarcon - Brad Millar - Sebastian Alonso - John Araya - Pete Betros - Patrick Caamaño - Mana Castillo-Sioni - Iziah Esera Catrileo - Sean Day - Simon De Araujo - Nick Doberer - Alex Eastman - Juan Espinal - Elisardo Fernandez - Thomas Garrido | - Pancho Gaspani - James Horvat - Francisco Leiva - Anthony Maatouk - Sebastian Martinez - Kevin McKenzie - Rafael Mendoza - Oscar Mendoza - Alejandro Munevar - Diego Papa - Gabriel Papa - Jye Sommers - Brandon Tobar - Eduardo Wegener - Rodrigo Zavala - Andrew Zuluaga |

## El "State of origin" latino
Es una serie de encuentros disputados entre las selecciones representativas de Queensland y New South Wales en Australia, formado exclusivamente por jugadores de origen latinoamericano. Se disputa anualmente desde el año 2017.
| Año  | Local                      | Resultado | Visita                     |
| ---- | -------------------------- | --------- | -------------------------- |
| 2017 | Queensland Sapos           | 8-32      | New South Wales Cucarachas |
| 2018 | New South Wales Cucarachas | 26-28     | Queensland Sapos           |
| 2018 | Queensland Sapos           | 10-44     | New South Wales Cucarachas |

## Partidos disputados
| Fecha                    | Rival                     | Resultado |
| ------------------------ | ------------------------- | --------- |
| 18 de enero de 2014      | Filipinas                 | 0-114     |
| 1 de junio de 2014       | Tailandia                 | 16-16     |
| 1 de mayo de 2015        | Filipinas                 | 4-80      |
| 17 de enero de 2016      | Tailandia                 | 54-16     |
| 30 de septiembre de 2016 | Canam Grizzlies           | 4-60      |
| 14 de octubre de 2017    | Africa United             | 22-36     |
| 7 de octubre de 2018     | Mediterranean Middle East | 12-26     |
| 9 de octubre de 2018     | ASEAN                     | 20-30     |
| 11 de octubre de 2018    | Africa United             | 10-48     |
| 13 de octubre de 2018    | ASEAN                     | 14-18     |
| 26 de octubre de 2019    | India                     | 26-30     |

- Selección de desarrollo

| Fecha                    | Rival         | Resultado |
| ------------------------ | ------------- | --------- |
| 30 de septiembre de 2016 | Africa United | 6-48      |
| 30 de septiembre de 2017 | ASEAN         | 16-50     |

- Selección Juvenil

| Fecha                 | Rival              | Resultado |
| --------------------- | ------------------ | --------- |
| 17 de enero de 2016   | Mediterranean      | 0-60      |
| 4 de febrero de 2017  | Africa United M-17 | 18-26     |
| 22 de febrero de 2020 | Malta M-16         | 4-68      |
| 22 de febrero de 2020 | Malta M-19         | 4-26      |

## Historial
Solo se consideran partidos en formato de rugby 13.
| Oponente                  | Jugados | Ganados | Empatados | Perdidos | % de victorias | Mejor resultado |
| ------------------------- | ------- | ------- | --------- | -------- | -------------- | --------------- |
| Africa United             | 2       | 0       | 0         | 2        | 0,0%           | 22-36           |
| ASEAN                     | 2       | 0       | 0         | 2        | 0,0%           | 14-18           |
| Canam Grizzlies           | 1       | 0       | 0         | 1        | 0,0%           | 4-60            |
| Filipinas                 | 2       | 0       | 0         | 2        | 0,0%           | 4-80            |
| India                     | 1       | 0       | 0         | 1        | 0,0%           | 26-30           |
| Mediterranean Middle East | 1       | 0       | 0         | 1        | 0,0%           | 12-26           |
| Tailandia                 | 2       | 1       | 1         | 0        | 50,0%          | 54-16           |
| Total                     | 11      | 1       | 1         | 9        | 9.09%          | -               |

## Participación en copas

### Rugby League XIII
- Campeonato Mundial de Naciones Emergentes 2018: 4° puesto

### Rugby League IX
- Americas Championship 2019: 4° puesto